# Xã Thornapple, Michigan
Xã Thornapple (tiếng Anh: Thornapple Township) là một xã thuộc quận Barry, tiểu bang Michigan, Hoa Kỳ. Năm 2010, dân số của xã này là 7.884 người.